# Saint-Roch-de-Richelieu
Saint-Roch-de-Richelieu (AFI: /sɛ̃ᴚɔkdəᴚiʃəljø/), antiguamente Saint-Roch-de-Saint-Ours, es un municipio perteneciente a la provincia de Quebec en Canadá. Está ubicado en el municipio regional de condado (MRC) Pierre-De Saurel en la región de Montérégie-Est.

## Geografía
Saint-Roch-de-Richelieu se encuentra en la planicie del San Lorenzo en el margen oeste del río Richelieu, cerca las esclusas de Saint-Ours. El pueblo está ubicado 13 kilómetros al norte de  Saint-Antoine-sur-Richelieu. Limita al norte con Sorel-Tracy, al noreste con Sainte-Victoire-de-Sorel, al este con el Richelieu, al sureste con Saint-Denis-sur-Richelieu, al sur con Saint-Antoine-sur-Richelieu y al oeste con Contrecœur. En ribera opuesta del Richelieu está ubicado Saint-Ours. Su superficie total es de 35,99 km², de los cuales 33,95 km² son tierra firme. El Moxostoma hubbsi (caballero de cobre) es una especie de peces amenazada del Richelieu.

## Urbanismo
El pueblo de Saint-Roch-de-Richelieu se encuentra en la ribera izquierda del Richelieu.-La rue Principale une el pueblo a la Autoroute de l’Acier ({jct|estado=QC|A|30}}. La autopista va a Sorel-Tracy al norte y a Saint-Bruno-de-Montarville al sur. La rue Saint-Jean-Baptiste ( QC 223  sur), carretera regional que bordea el Richelieu, une el pueblo a Saint-Antoine-sur-Richelieu. La côte Saint-Jean, ( QC 223  norte), que bordea el río también, es una carretera local. Un transbordador atraviesa el Richelieu hacia Saint-Ours.

## Historia
En 1672 en Nueva Francia, el señorío de Saint-Ours fue concedido a Pierre de Saint-Ours. Francois-Roch de Saint-Ours, descendiente de Pierre de Saint-Ours y señor de Saint-Ours a partir de 1816, fundó la población. La parroquia católica de Saint-Roch-de-Saint-Ours, del nombre de este señor, fue creada por separación de la parroquia de L'Immaculée-Conception-du-Petit-Saint-Ours. En 1849, el canal de Saint-Ours fue inaugurado para permitir la navegación sobre el Richelieu. El municipio de parroquia de Saint-Roch-de-Richelieu fue instituido en 1859 aunque la oficina de correos de mismo nombre abrió en 1862. El municipio cambió su estatus en 1998 y se volvió el municipio de Saint-Roch-de-Richelieu.

## Política
El consejo municipal se compone del alcalde y de seis consejeros sin división territorial. El alcalde actual (2015) es Claude Pothier.
|            | 2005-2009                                                                               | 2009-2013                                                                                      | 2013-2017                                                                                        |
| Alcalde    | Claude Pothier                                                                          | Claude Pothier                                                                                 | Claude Pothier                                                                                   |
| Consejeros | Chantal Caron Gilles Caron Nathalie Champagne Marcel Leclerc Dany Poirier Simon Tessier | Nathalie Champagne# Hélène Gagnon# Gilbert Laroche# Nancy Perron# Dany Poirier# Simon Tessier# | Lucette Berger# Yannick Joyal# Gilbert Laroche# Patricia Larose# Richard Paquette# Dany Poirier# |

 * Consejero al inicio del termo pero no al fin.  ** Consejero al fin del termo pero no al inicio. # En el partido del alcalde (2009 y 2013).
A nivel supralocal, Saint-Roch-de-Richelieu forma parte del MRC de Pierre-De Saurel, antiguamente Bajo Richelieu. El territorio del municipio está ubicado en la circunscripción electoral de Richelieu a nivel provincial y de Bécancour—Nicolet—Saurel (llamada Bas-Richelieu–Nicolet–Bécancour antes de 2015) a nivel federal.

## Demografía
Según el censo de Canadá de 2011, Saint-Roch-de-Richelieu contaba con 2122 habitantes. La densidad de población estaba de 60,9 hab./km². Entre 2006 y 2011 hubo un aumento de 252 habitantes (13,5 %). En 2011, el número total de inmuebles particulares era de 935, de los cuales 892 estaban ocupados por residentes habituales, otros siendo desocupados o residencias secundarias.
Evolución de la población total, 1991-2015

## Cultura
El sitio histórico nacional del canal de Saint-Ours está ubicado en parte en Saint-Roch-de-Richelieu.